# Goodbye, Baby
«Goodbye, Baby» —en español: «Adiós, nene»—es una canción interpretada por el grupo coreano Miss A, incluida en el primer álbum del grupo, «A Class»  y lanzado como el primer sencillo oficial de éste en junio de 2011 .
La canción fue un éxito en Corea, ya que alcanzó la posición 1 en la lista Gaon Chart Digital, la lista más importante de Corea del Sur, siendo su segundo número 1 en dicha lista, luego de Bad Girl Good Girl.
El video oficial fue estrenado el mes de junio y fue publicado en Youtube, donde ha tenido más de 4 millones de visitas.

## Composición
La canción tiene como tema a una persona que las trata mal, luego ellas le dicen Adiós nene y se vengan de ella.

## Video musical
Fue estrenado en junio de 2011, con ya más de 4 millones de visitas.En el video se muestra al grupo ensayando, con un director que no las aprecia y las trata mal.Luego, cuando empieza a sonar la canción, ellas salen debajo de la tierra y empiezan a cantar, vengándose de él. También aparece encerrado en un tubo con agua.

## Rankings musicales
| país / lista       | mejor posición |
| ------------------ | -------------- |
| Gaon Chart Digital | 1              |
| MNET Chart         | 1              |